# Footfalls
Footfalls (Passos) é uma das peças curtas escritas por Samuel Beckett. Conforme descrito em Collected Shorter Plays, foi escrita em inglês (Beckett escrevia fluentemente também em francês) entre 2 de março e dezembro de 1975. Foi apresentada pela primeira vez no Royal Court Theatre de Londres no Samuel Beckett Festival, no dia 20 de maio de 1976, dirigida pelo próprio autor. A peça foi escrita especialmente para a atriz Billie Whitelaw (personagem May) e tinha no elenco também Rose Hill, como a Voz.